# Nordic Aviation Capital
Nordic Aviation Capital (NAC) er et dansk firma der beskæftiger sig med køb, leasing og salg af primært turbopropfly. NAC ejer verdens største flåde af mindre regionalfly. Selskabet har siden januar 2020 haft hovedkontor i irske Limerick.

## Historie
Selskabet blev grundlagt i 1990 af Martin Møller Nielsen, og havde sit første hovedsæde i Skive. Den første store handel fandt sted i 1993, da NAC købte 30 stk. Cessna Caravan II fly, som derefter blev lejet ud eller solgt videre. I 2000 begyndte selskabet af fokusere på turboprop-fly med en kapacitet på mere end 30 sæder, og året efter blev det første ATR 42 indkøbt.
I 2004 flyttede Nordic Aviation Capital hovedsædet til Billund Lufthavn, samtidig med at et kontor i Shannon Airport ved Shannon blev åbnet. Flyflåden kom i 2008 for første gang over 100 stk., da man i samarbejde med Kirk Kapital købte 39 ATR 72, som efterfølgende blev leaset ud til American Eagle. Flyflåden nåede i 2010 over 150 enheder.
Jet Time blev i 2010 første flyselskab hvor NAC blev en del af ejerkredsen, efter at Martin Møller havde overtaget Ivan Nadelmanns aktier i selskabet. Det var i øvrigt NAC der leverede Jet Times første fire fly.
NAC købte i 2011 ti eksemplarer af den nye ATR 72-600. Året efter nåede det samlede antal af fly op over 200 stk., da man indkøbte 12 Bombardier CRJ1000 NextGen, som skulle benyttes af Garuda Indonesia. Ved Paris Air Show 2013 meddelte flyproducenten ATR og Nordic Aviation Capital, at NAC havde afgivet en ordre på 90 fly til en samlet værdi af 2,1 milliarder US-dollar.
I august 2015 købte den svenske kapitalfond EQT Partners lidt mere end halvdelen af aktierne i NAC, hvilket sikrede grundlægger Martin Møller et beløb på cirka 11 milliarder kroner. Møller fortsatte som bestyrelsesformand i selskabet.

## Flyflåde
Nordic Aviation Capital havde i august 2018 følgende flyflåde:
- 140 stk. ATR 72
- 87 stk. Dash 8 100/200/300/400
- 28 stk. ATR 42
- 19 stk. Bombardier CRJ 900/1000
- 7 stk. A220-300
- 104 stk. Embraer E190/195
- 26 stk. Embraer E170/175